# На нивоу
На ниову је једини албум групе Фул мун, коју су чинили Ђус (енгл. Juice) и Шорти (енгл. Shorty). Издат је 1998. године, а издавач је била Центросцена. На албуму се налази 16. песама.